# Kjalöldur
Kjalöldur är en i republiken Island. Det ligger i regionen Suðurland, 140 km öster om huvudstaden Reykjavík. Toppen på Kjalöldur är 684 meter över havet.
Trakten runt Kjalöldur är nära nog obefolkad, med mindre än två invånare per kvadratkilometer. Det finns inga samhällen i närheten. Trakten runt Kjalöldur består i huvudsak av gräsmarker.